# 伯特·托塔罗

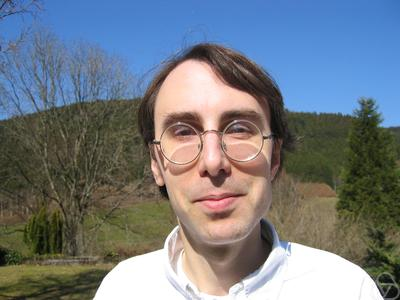
伯特·托塔罗

伯特·詹姆斯·托塔罗（英語：Burt James Totaro；1967年—）, 是一位美国数学家，专长于代数几何和代数拓扑。托塔罗现任加州大学洛杉矶分校教授。

## 早年生活和教育经历
托塔罗出生于1967年，从小就展示了对数学的过人天赋，因此入选了一项对于“数学领域早熟青年”的调查研究。托塔罗13岁被普林斯顿大学录取，并于1984年本科毕业。之后他于1989年在加州大学伯克利分校取得数学博士学位。

## 数学生涯与研究
2000年托塔罗在剑桥大学担任宇宙学与几何学教授。同年他被伦敦数学学会授予白头奖。2009年起托塔罗成为Compositio Mathematica杂志的三位主编之一。 2012年托塔罗开始担任加州大学洛杉矶分校数学系教授。
托塔罗的工作主要受到霍奇猜想的影响，也建立在拓扑学与代数几何的联系上。他的工作在多个数学分支上有应用，包括表示论、群论以及群上同调。

### 研究节选
- Totaro, Burt. . Cambridge: Cambridge University Press. 2014. ISBN 978-1-107-01577-7.

## 引用
1. ↑  Princeton Alumni Weekly
2. ↑  .   [2017-02-07]. （原始内容存档于2006-09-15）.
3. ↑  . Cambridge University news. 2009-05-16  [2009-05-16]. （原始内容存档于2009-05-21）.
4. ↑  .   [2017-02-07]. （原始内容存档于2016-06-25）.
5. ↑   (PDF).   [2017-02-07]. （原始内容存档 (PDF)于2014-05-30）.
6. ↑  Cambridge academics elected as Fellows of the Royal Society[]